# Йеннарис, Николас
Ни́колас «Ни́ко» Га́рри Йенна́рис (англ. Nicholas "Nico" Harry Yennaris; род. 24 мая 1993, Лондон), после получения китайского гражданства также известен как Ли Кэ (кит. упр. 李可, пиньинь Lǐ Kě) — английский и китайский футболист, защитник и полузащитник футбольного клуба «Шанхай Шэньхуа». Выступал за сборную Китая. В 2019 году получил китайское гражданство, став таким образом первым натурализованным игроком в сборной Китая.

## Биография
Николас родился в Лейтонстоуне — области, находящейся на востоке Лондона, в семье грека-киприота и китаянки. В мае 2001 года присоединился к футбольной школе лондонского «Арсенала».

## Клубная карьера
Первый профессиональный контракт с «Арсеналом» Николас заключил в июле 2011 года. 25 октября, в игре с «Болтоном», Нико дебютировал за «канониров» в Кубке Лиги. Футболист провел на поле все 90 минут игры, а его команда одержала победу со счетом 2:1. 9 января 2012 года Йеннарис второй раз появился в основном составе «Арсенала». Это произошло в матче Кубка Англии, когда команда принимала на «Эмирейтс Стэдиум» «Лидс Юнайтед». Нико появился на поле на 33-й минуте встречи, заменив Франсиса Коклена, получившего повреждение. 22 января состоялся дебют Николоса в английской Премьер-лиге. В этот день «канониры» принимали на своем поле «Манчестер Юнайтед». Йеннарис вышел на поле перед началом второго тайма, вместо Йохана Джуру.
23 марта перешёл в «Ноттс Каунти» на правах аренды, сроком до конца сезона 2011/12. На следующий день, 24 марта, в матче со «Сканторп Юнайтед» (0:0), дебютировал за команду. Нико вышел на поле в стартовом составе и был заменен на 72 минуте встречи.
1 августа 2012 года Николас продлил контракт с «Арсеналом».
27 января 2014 года Йеннарис перешёл в «Брентфорд».

## Международная карьера
Николас играл за сборные Англии до 17 и 18 лет. Выступал за юношескую сборную Англии (до 19 лет).
7 июня 2019 года провел первый матч за сборную Китая, закончившийся победой со счетом 2-0 над сборной Филиппин